# Fasti

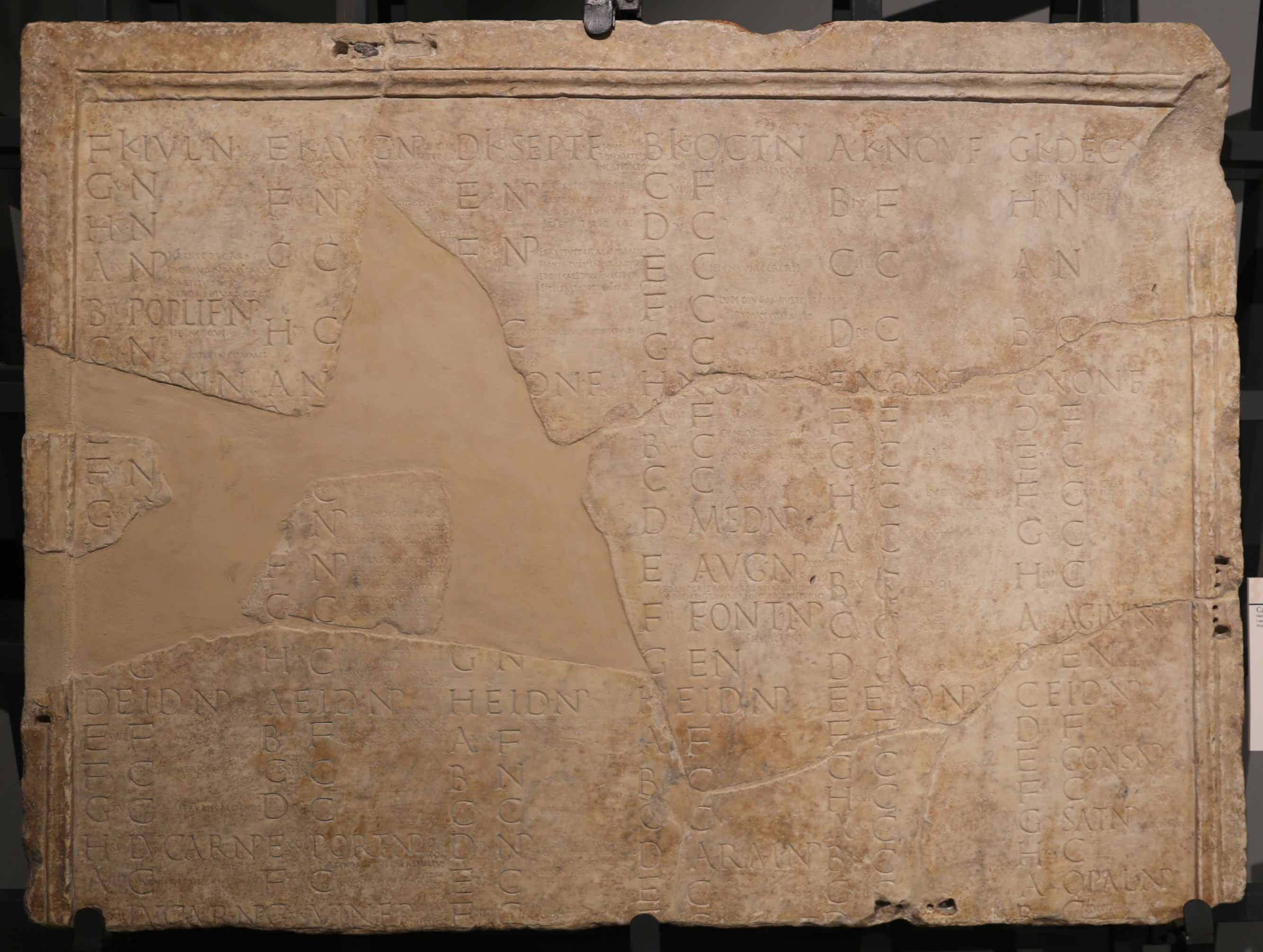
Rechte Hälfte der Fasti Amiterni mit den Monaten Juli bis Dezember

Die Fasti (auch Fasten, F-Tage) waren ursprünglich eine römische „Liste der Gerichtstage“, der später weitere Feriae (Festtage) zugefügt wurden. Im Verlauf bildete sich unter Ergänzung besonderer Ereignisse ein früher Kalender heraus.
Abgeleitet ist der Begriff von fari (sprechen), welches wiederum mit fas (göttliches Recht) in Verbindung steht. Dies fasti sind im Gegensatz zu dies nefasti Tage, an denen Recht gesprochen wird. An dies fasti durfte ein Prätor gemäß göttlichem Recht Gericht halten.
Dieses Verzeichnis war ursprünglich nur den Patriziern zugänglich und wurde erst 305 v. Chr. durch Gnaeus Flavius, den Schreiber von Appius Claudius Caecus, veröffentlicht. Die Pontifices vergaben für jeden Wochentag die Buchstaben A–H (Nundialbuchstaben). Die Römer hatten zunächst noch eine „8-Tage-Woche“, erst später wurde nach dem Vorbild der Babylonier die „7-Tage-Woche“ eingeführt. Da die Jahreslänge kein Vielfaches von acht Tagen war, markierte jedes Jahr ein anderer Buchstabe den achttäglich stattfindenden Markttag. Ergänzt wurden die Nundialbuchstaben durch die Tagescharaktere: Jeder Tag war mit einem Buchstabenkürzel markiert, das kennzeichnete, an welchem Tag welche kultischen und politischen Handlungen religiös erlaubt waren und an welchem nicht. Außerdem wurden in den Fasti wichtige Ereignisse wie die Wahl eines Konsuls festgehalten.
Aus der Zeit der römischen Republik ist nur ein einziges Exemplar eines Kalenders erhalten, nämlich die Fasti Antiates maiores. Aus der Kaiserzeit liegen demgegenüber diverse Beispiele vor, sowohl aus Rom selbst als auch aus anderen Regionen Italiens und Siziliens. Die Fasti aus Orten außerhalb Roms kombinieren häufig Notizen aus der Hauptstadt und vom Kaiserhof mit lokal relevanten Informationen, so beispielsweise in Ostia die Fasti Ostienses. Eine literarische Verarbeitung des römischen Kultkalenders schuf der Dichter Ovid zwischen 2 und 8 n. Chr. mit seinen unvollendet gebliebenen Fasti. Es handelt sich dabei um einen poetischen Festkalender in elegischen Distichen, in dem die römischen Feste mit ihren mythologischen Hintergründen sowie kultische Rituale beschrieben wurden. In der Spätantike schuf Polemius Silvius in seinem Laterculus eine weitere literarische Ausarbeitung des römischen Kalenders.

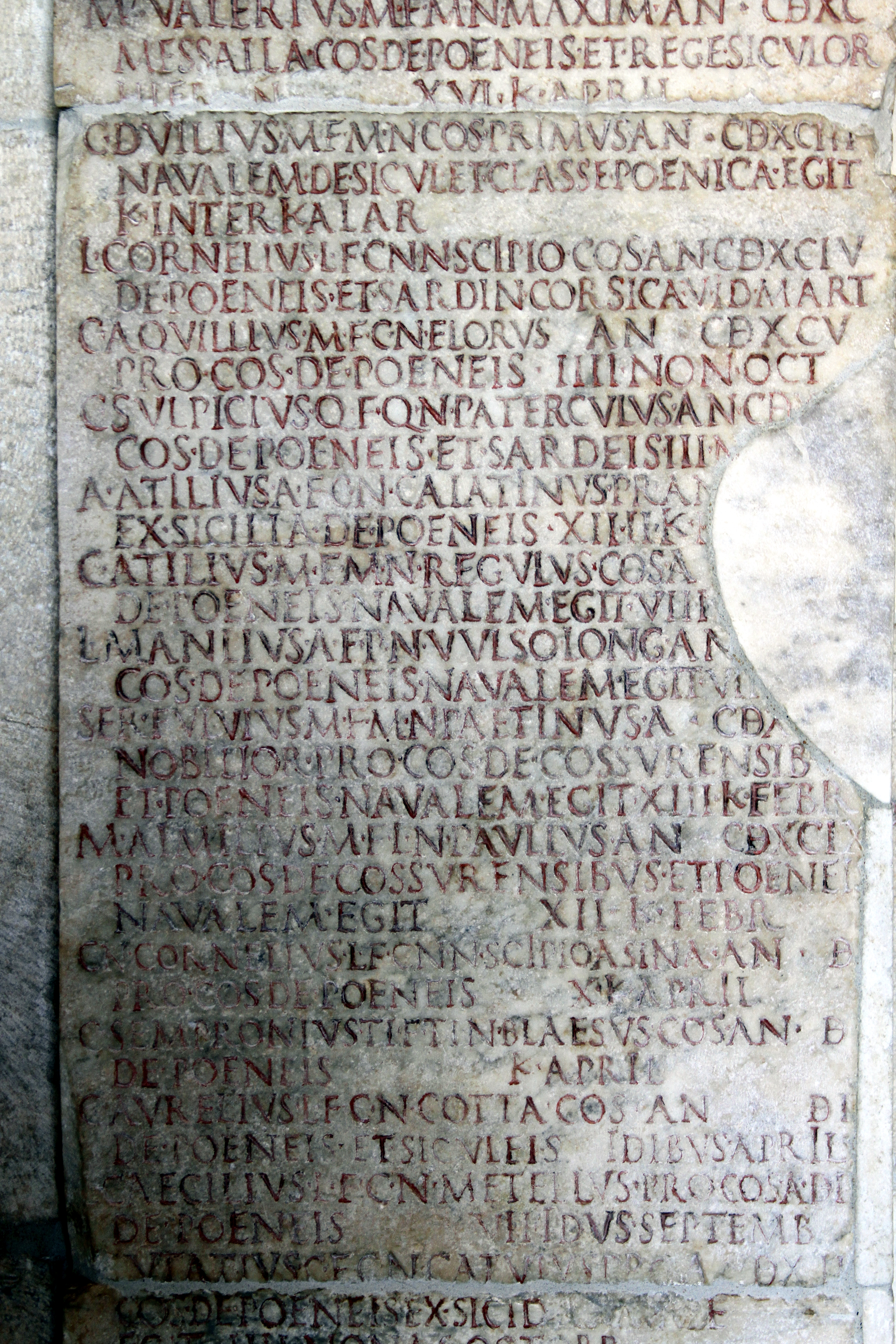
Detail der Fasti consulares

Ab der der Spätzeit der römischen Republik wurden die Fasti häufig durch jahrweise geordnete Listen wichtiger Magistrate, etwa der Konsuln, ergänzt. Relativ kurz darauf, schon ab der Zeit des Kaisers Augustus, wurden diese Listen teilweise auch ohne Verbindung mit einem Kalender erstellt und veröffentlicht und wurden dann trotzdem ebenfalls als Fasti bezeichnet. Berühmte Beispiele dafür sind:
- Fasti consulares, ein Verzeichnis der Konsuln, das an dem Augustusbogen auf dem Forum Romanum angebracht wurde. Es reicht von 508 v. Chr. bis 354 n. Chr. 1546 wurden Reste gefunden (Fasti Capitolini).
- Fasti triumphales: Verzeichnisse der Feldherren, die Triumphe feierten